# Kienké
Der Kienké (auch Kienké River), in der deutschen Kolonialzeit Kribifluss genannt, ist ein Küstenfluss in der Südprovinz von Kamerun.

## Verlauf
Das Quellgebiet des Kienké liegt im tropischen Regenwald des Campo-Ma’an-Nationalparks. Er mündet ca. 300 km südwestlich von Yaoundé durch eine Reihe von Stromschnellen im kleinen Hafen von Kribi direkt in den Golf von Guinea.
Bemerkenswert ist, dass der Kienké nördlich und der Lobé südlich jeweils im Abstand von wenigen Kilometern entspringen und münden. Beide Flüsse haben eine Länge von etwa 130 Kilometern. Flussabwärts weist der Kienké ein längliches Flussbett auf, während der Lobe ein kompakt geformtes Bett hat.
Beim Kienké kommt es häufig vor, dass der Fluss während der Trockenperiode wegen des niedrigen Wasserpegels selbst für kleinere Boote nicht als Transportweg nutzbar ist. Für größere Boote ist der Fluss durch seine Stromschnellen und Wasserfälle generell ungeeignet.
Das Längsprofil des Flusses weist eine mittlere Steigungen von 2,1 m/km für die Lobe auf, wobei die Steigung nach der Mündung das höchste Gefälle ausweist und zur Mündung hin immer weiter abflacht.